# Ravne pri Šmartnem
Ravne pri Šmartnem este o localitate din comuna Kamnik, Slovenia, cu o populație de 46 de locuitori.